# Call of Duty: Black Ops — Zombies
Call of Duty: Black Ops — Zombies — побочная игра режима Zombies из серии Call of Duty и продолжение Call of Duty: World at War — Zombies. Разработанная Ideaworks Game Studio и опубликованная Activision для платформ iOS и Android, она была запущена в некоторых странах 1 декабря 2011 года.

## Обзор
Это продолжение популярного режима Call of Duty: World at War, пятой части серии Call of Duty. Игра поддерживает совместную многопользовательскую игру для двух-четырёх игроков, а также, как новое дополнение к платформе iOS, - голосовой чат и ещё одну новую функцию — присесть и полностью лежать — впервые для всех шутеров от первого лица для iOS. Первой выпущенной картой стала Kino der Toten. Dead Ops Arcade также была полностью преобразована для платформы iOS с 50 уровнями, и игрок может выбрать и играть за одного из четырёх персонажей из консольной версии (Танк Демпси, Николай Белинский, Такео Масаки и доктор Эдвард Рихтофен). или как один из четырёх случайных персонажей из Dead Ops Arcade и солдат-новичок в обучении. Activision заявила, что в ближайшем будущем бесплатно будут выпущены дополнительные пакеты карт, и Ascension была указана как скоро выходящая в списке карт, а название Call of the Dead ненадолго появилось после этого. Обе эти карты были выпущены.
Kino der Toten очень похож на свои аналоги для консолей/ПК, за исключением того, что его центральная лестница была изменена на две рампы, которые идут в двух направлениях и встречаются обратно. Все двери, перки и оружие стоят столько же очков, сколько и на консоли/ПК.
«Вознесение» также очень похоже на оригинальную игру с добавлением космических обезьян. Наряду с возвращением трех и готовых пакетов процесс удара, новые льготы (в том числе повышение выносливости и флоппер PHD) и новые тактические гранаты, такие как матрёшки, которые позже использовались в «Зове мёртвых», и устройства Герша, которые позже появились. на «Луне» как в Black Ops, Black Ops 3, так и под именем Кразного устройства в зомби холодной войны.